# 比治山陸軍墓地
座標: 北緯34度22分55.2秒 東経132度28分23秒 / 北緯34.382000度 東経132.47306度
| 2019年の整備後の墓地正面。 |  | 2019年の整備後の墓地内。式地内はブロックで舗装された。 |
| 2019年の整備後の墓地正面。 |  | 2019年の整備後の墓地内。式地内はブロックで舗装された。 |

| 国土交通省 国土地理院 地図・空中写真閲覧サービスの空中写真を基に作成（1988年）。比治山南部の長細い所が墓地に当たる |  | 1930年頃の地図。陸軍墓地の表記がある |
| 国土交通省 国土地理院 地図・空中写真閲覧サービスの空中写真を基に作成（1988年）。比治山南部の長細い所が墓地に当たる |  | 1930年頃の地図。陸軍墓地の表記がある |

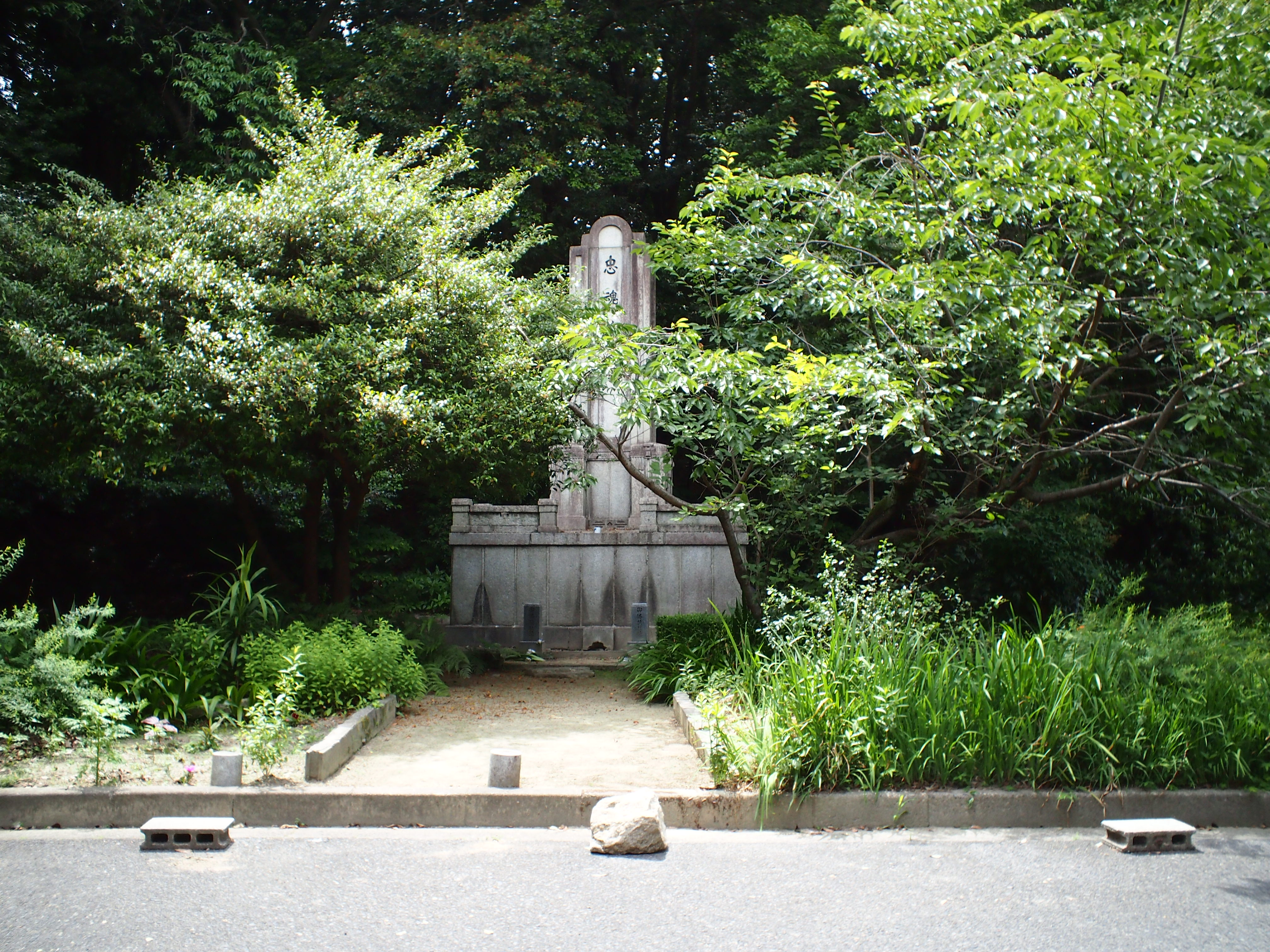
忠魂墓碑。第二次世界大戦中に現在の放射線影響研究所がある敷地に建てられ、ABCC建設に合わせて現在地に移転、碑文が削られ現在の形になったと言われている

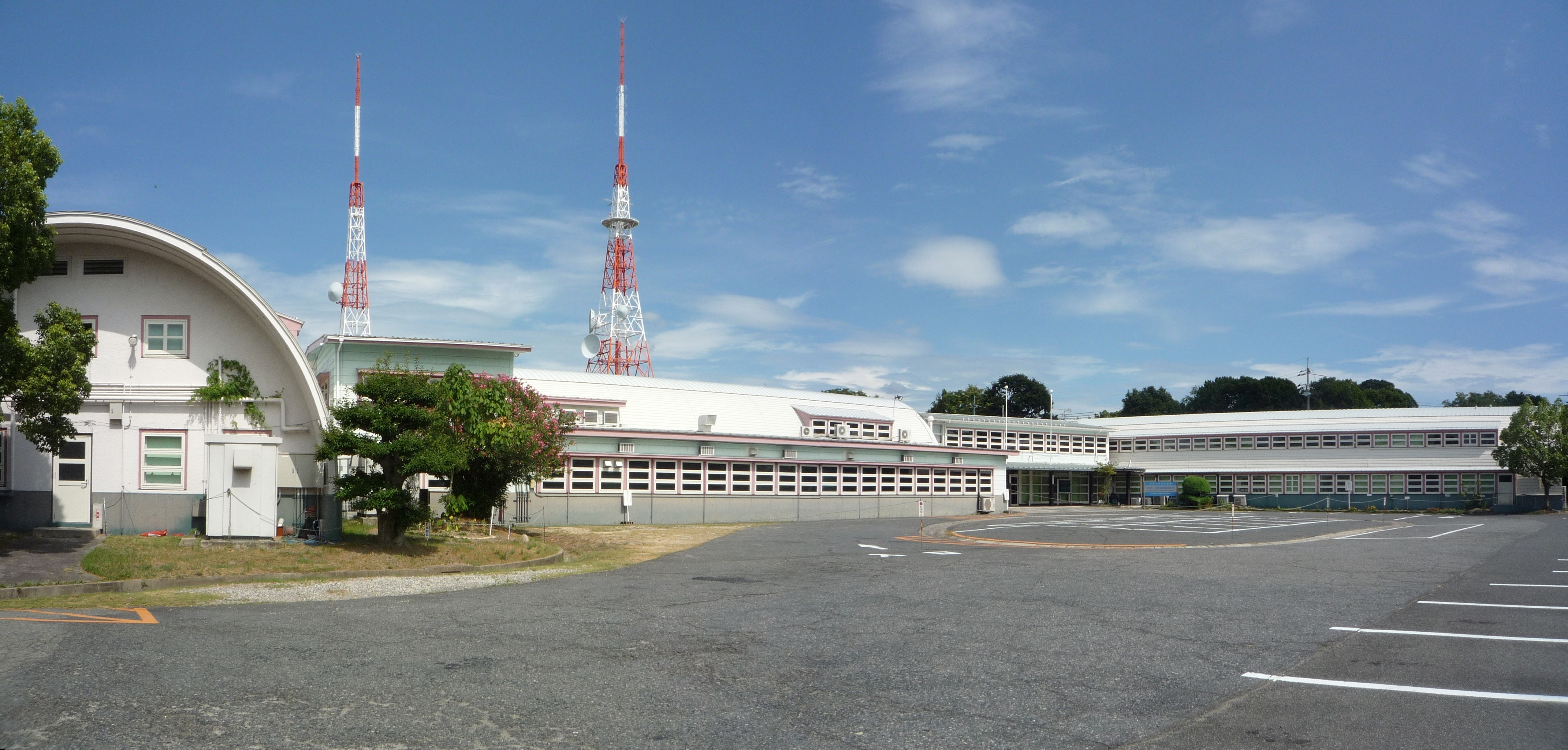
以前墓地は放射線影響研究所 (旧ABCC)周辺に存在した。また背後のNHKの放送アンテナ周辺も墓地だった。

比治山陸軍墓地（ひじやまりくぐんぼち）は、広島県広島市南区の比治山公園にある旧陸軍の墓地。広島比治山陸軍墓地奉賛会が維持・管理を行っている。

## 概要
1872年（明治5年）の広島鎮台設置に合わせ、鎮西鎮台の兵士を弔う国有墓地として整備。第二次世界大戦の戦中戦後の混乱を経て、1960年（昭和35年）に現在の形に再建された。
1877年（明治10年）の西南戦争から、第二次世界大戦までの約4,500柱が埋葬。約3,500基の墓石が並べられている。沖縄県以外の日本全国の兵士の他、中国・ドイツ・フランスの兵士の墓もある。
戦前戦中の小学校教科書に登場した木口小平の名前が「日清戦争合同碑」に刻まれている。また、小山内建広島衛戍病院長（小山内薫や岡田八千代の父親）の本墓がある。
なお、現在は国有墓地として認められていないため、「比治山南広場」が正式名称である。

## 歴史

### 墓地開所から第二次世界大戦直前まで
| 現在の真田山陸軍墓地。第二次世界大戦前の比治山陸軍墓地は、当時の法律に基づき全国共通の規格で作られていた。  |  | 現在の真田山陸軍墓地。第二次世界大戦前の比治山陸軍墓地は、当時の法律に基づき全国共通の規格で作られていた。 |
| 現在の真田山陸軍墓地。 第二次世界大戦前の比治山陸軍墓地は、当時の法律に基づき全国共通の規格で作られていた。 |  | |

1872年（明治5年）に比治山南部を陸軍墓地に指定。建設当時は、現在のNHKの電波塔や放射線影響研究所の一帯を占め、当初は規定に基づき約2,500坪から約2,800坪（約8,264 m2から約9,256 m2）だった。火葬が一般化する前だったので、広島で土葬にし、遺族が遺族手当などを使い比治山墓地の土地を購入。日本全国から墓参に訪れた。また、戦役ごとに訪れた報道人も存在した。
また墓地内には、山陰や四国から運ばれた石で作られた慰霊碑も作られた。
墓地の高台では、大正中期頃から1928年（昭和3年）4月まで「ドン」と呼ばれた12時の時報（午砲）として空砲を撃っていた。

### 第二次世界大戦から戦後の混乱期
1941年（昭和16年）に合葬方式へ変更する陸軍省達が発令。目的は、高射砲陣地の設置のためとされ、忠魂碑1基を建てるとした。1944年（昭和19年）から工事に入り、墓石は撤去の上で壕に埋設。遺骨は仮納骨堂に納められた。しかし、1945年8月の終戦により工事は中断。同年9月の枕崎台風や同年10月の大雨で墓石や遺骨は流された。
元々墓地があった地には、ABCC（現・放射線影響研究所）が建てられた。中国新聞に1955年に掲載された、広島市長を務めたことがある浜井信三のインタビューでは、アメリカ軍側が水害被害を恐れて高台へのABCC移転を求め、国立公園化の予定があった宇品は外され、二葉山などは受け入れられず、比治山に落ち着いた記述がある。占領下のため、GHQのある程度の圧力はあったが、理由付きで反対理由を説明、市議会に伺うように求めた。御便殿や陸軍墓地があり市民感情を考慮するように求め、極力高層でない建物を建設するように求めた。また、当時敷地内に残されていた、仮納骨堂、忠魂墓碑、わずかに残された墓石についてはABCCの費用で移転が行われ、仮納骨堂については石碑を造り（忠魂墓碑の移設を指す可能性もある）その中に移転。忠魂墓碑は現在地に移転。丁重な祭典を行った上で、遺骨の移転。墓石については地下深くに埋めた記述がある。忠魂墓碑については、旧墓地の忠魂碑の碑文を削った上で移設された。また、復興に尽力したI女史の証言で、当時の市民が土まんじゅうの下に遺骨が埋まっていることを知らず、土まんじゅうの上で花見をしたりしていた。それらの実情を市役所に訴えても相手にされず、そのことが、I女史など有志により自ら墓地の再建活動を行うことになった。

### 再建
1955年（昭和30年）4月に現在地に再建することを決定。翌5月より、有志により私財を投じて掘り出しを開始。墓石・遺骨の他に、身につけていた軍服や軍帽、金モールなどが出土された。1956年春には「比治山陸軍墓碑復興会」を設立。墓石の水洗い・文字の墨入れ・折れている墓を合わせる、名簿の作成など行った。再整備された墓石は、9段のコンクリートの段を造り設置。遺骨は4カ所に納められた。また、募金活動も行われ、広島市内の寺・町内会長・企業などからお金を集めた。
再整備は1959年（昭和34年）までに完了。1960年（昭和35年）10月には寄付金により礼拝堂が建てられた。再建された墓地は、1961年（昭和36年）3月に広島市に寄贈された。広さは、かつての十数分の一の2,000 m2になった。
後年に墓地先端部は、整備に尽力したI女史の名前から「日出の台」と付けられている。

### 再建後
| 2019年の整備前の墓地正面。「陸軍墓地」の石碑もある |  | 2019年の整備以前の墓地内。砂利敷きだった |
| 2019年の整備前の墓地正面。「陸軍墓地」の石碑もある |  | 2019年の整備以前の墓地内。砂利敷きだった |

1978年（昭和53年）の新聞記事に、放影研の跡地を使い、陸軍墓地の再整備を求める記事が掲載された。また、放影研の敷地に博物館を建てる構想も存在していた。
放影研の敷地では、再建墓地完成後も、取り残された遺骨が発見されている。
2008年（平成20年）時点での管理は、日本国が広島市に委託。敷地内の電灯の電気代・水道代および週に1,2回清掃員を派遣している。また、毎日有志による清掃も行われている。会員の高齢化などで、有志による清掃に1990年頃は20人から30人参加していたのが、近年は参加者が減少し、寄付金も減少している。2008年の報道で、国営化を訴える声も出ている。
寄付金の減少で、月毎の供養で住職を呼ぶことも困難になっている。それでも、お供え用の花を無償提供する業者や、毎年4月に合同追悼式が行われ、陸上自衛隊第13旅団も参列している。
2019年3月までに、広島市による平和の丘第一期工事の一環として陸軍墓地が整備された。

## フランス人墓地

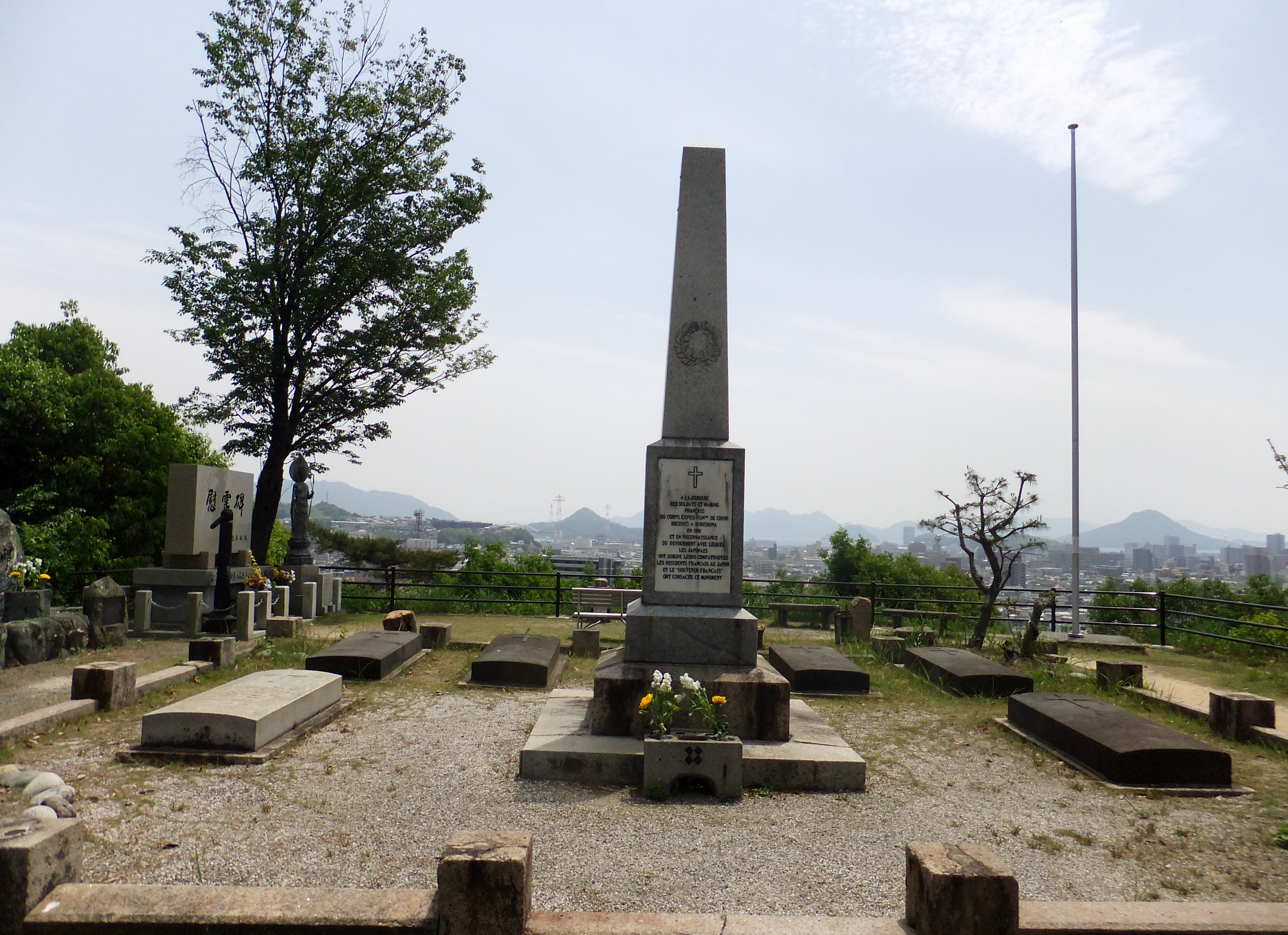
フランス人墓地

比治山陸軍墓地の一角にフランス人墓地が整備されている。1900年（明治33年）の北清事変で死亡した兵士を埋葬する為に、現在地に同年、造園された。第二次世界大戦中の陸軍墓地の破壊の時も、そのまま残されている。
フランス艦隊が宇品港に来港した時は、乗務員はフランス人墓地に墓参した。

## ギャラリー

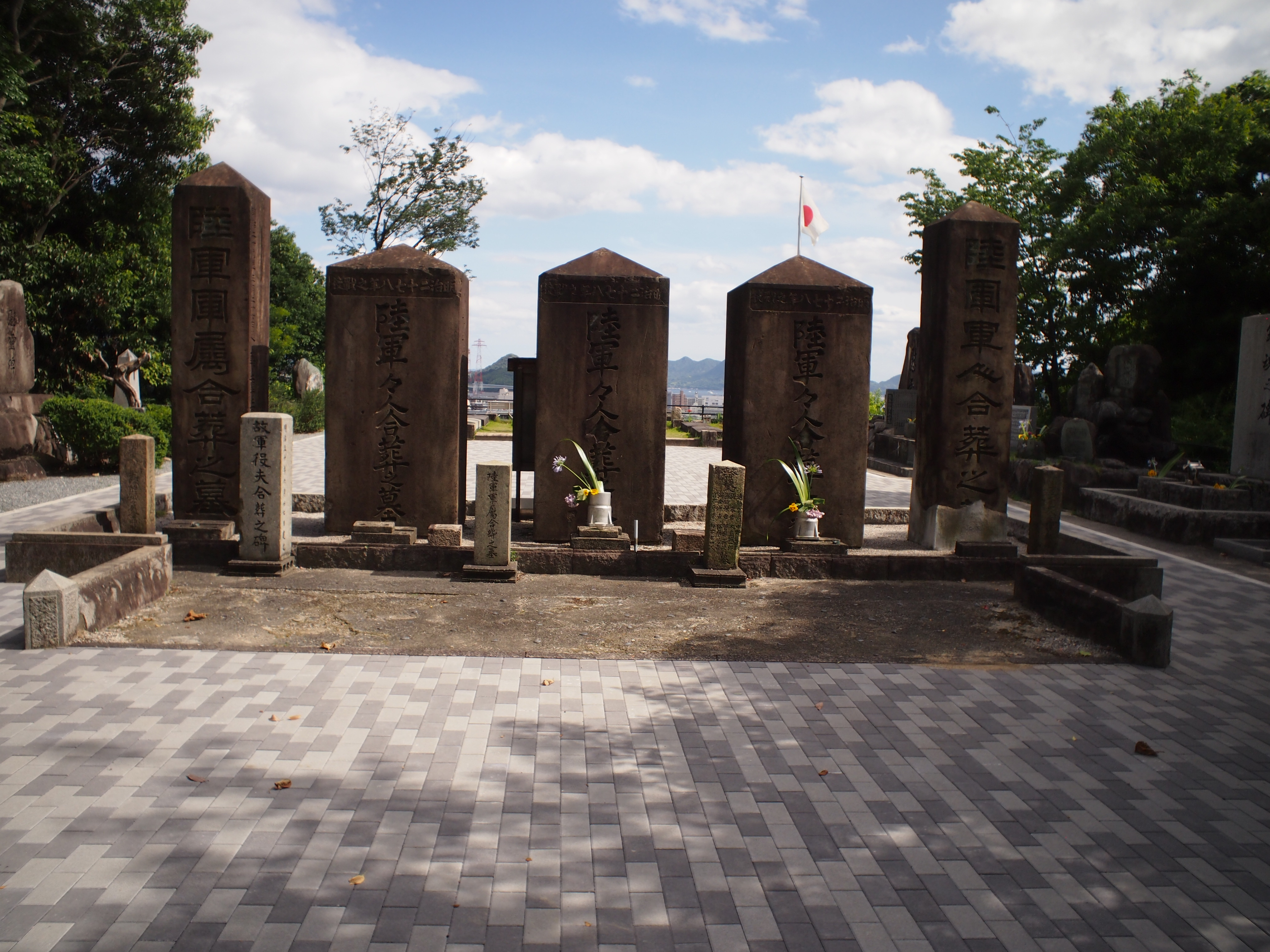
「日清戦争合同碑」。木口小平の名前が刻まれている。
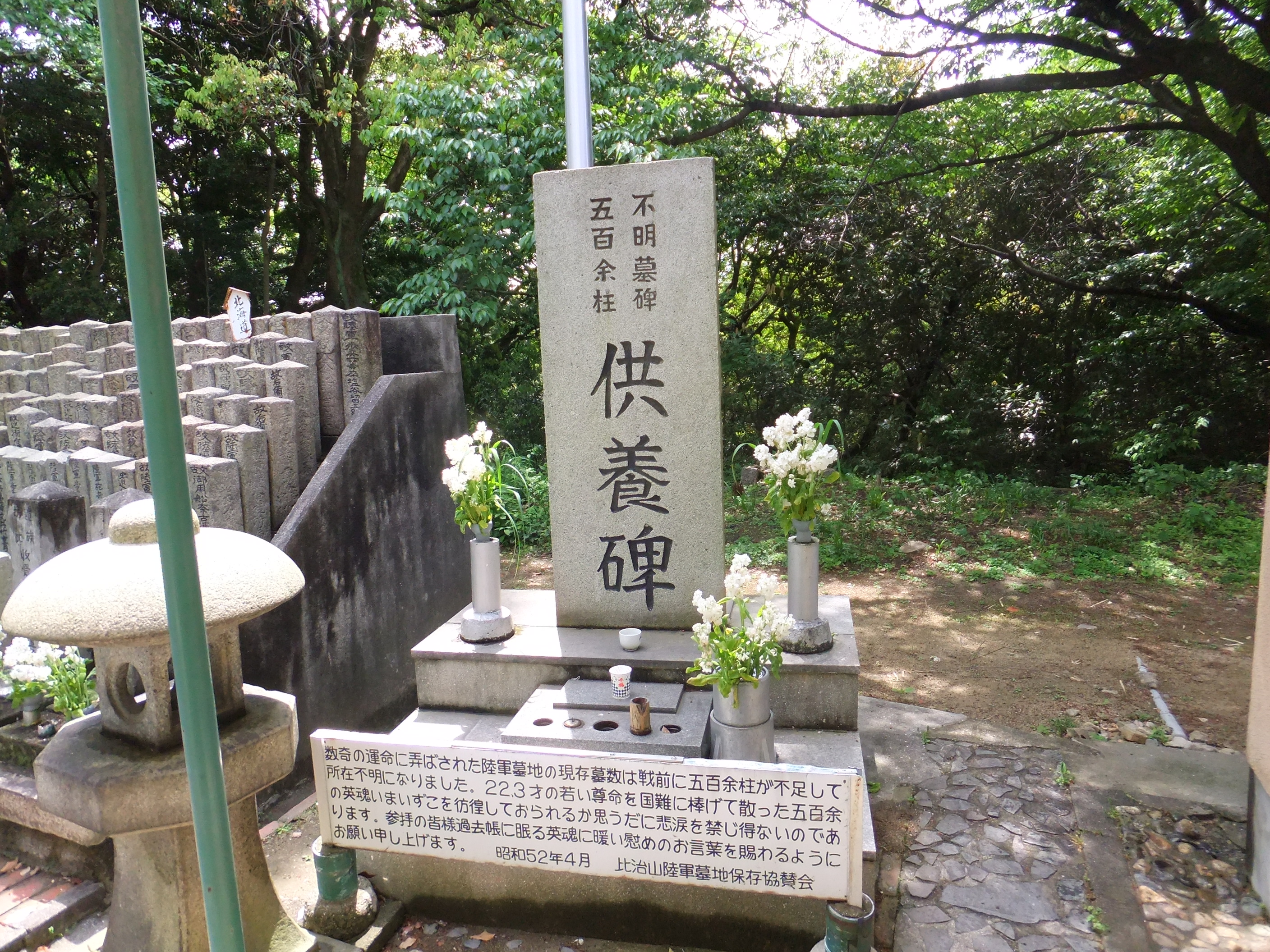
「不明墓碑五百余柱供養碑」。行方不明の墓碑の代わりに建てられている。
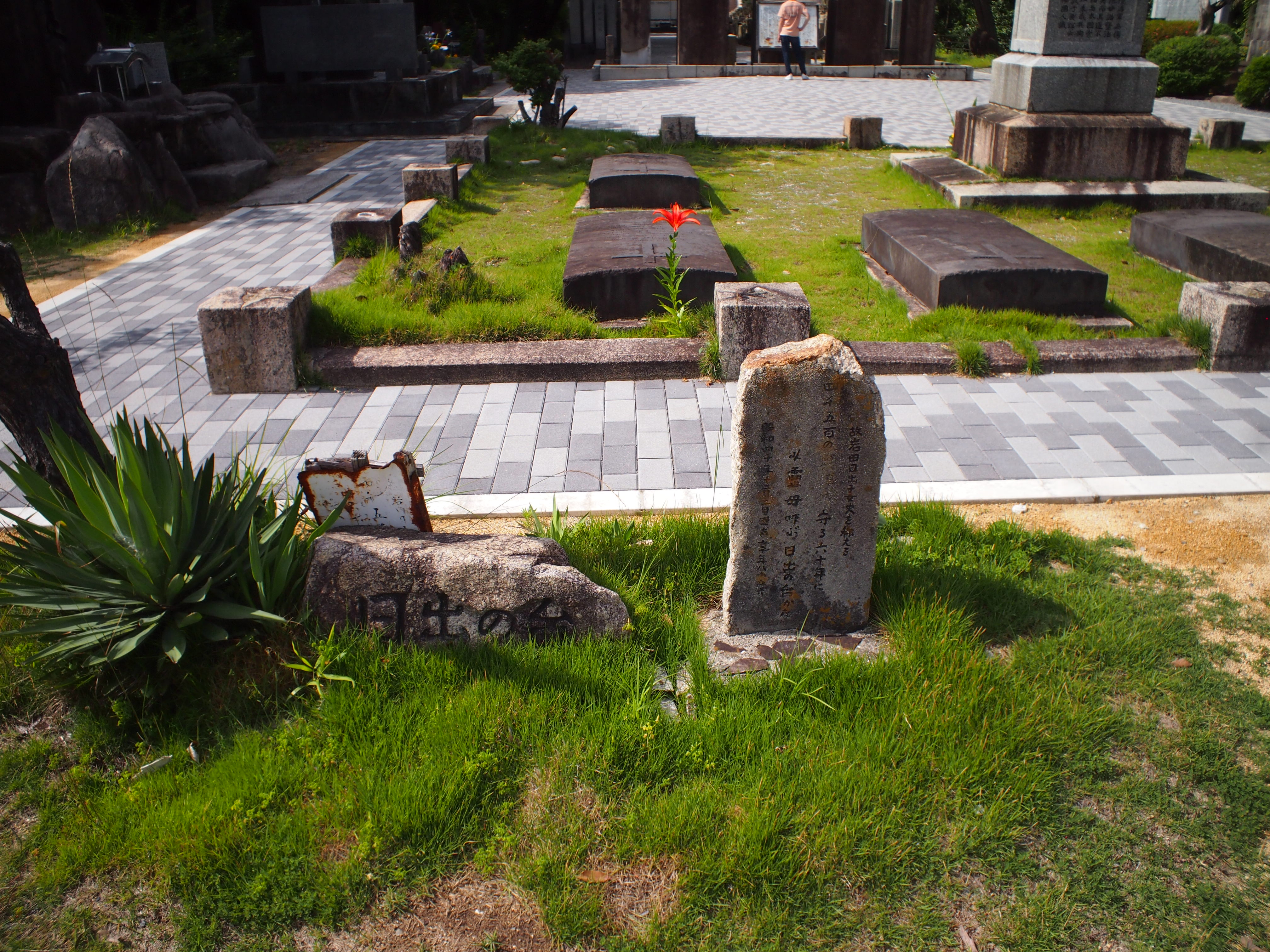
「日出の台」の石碑
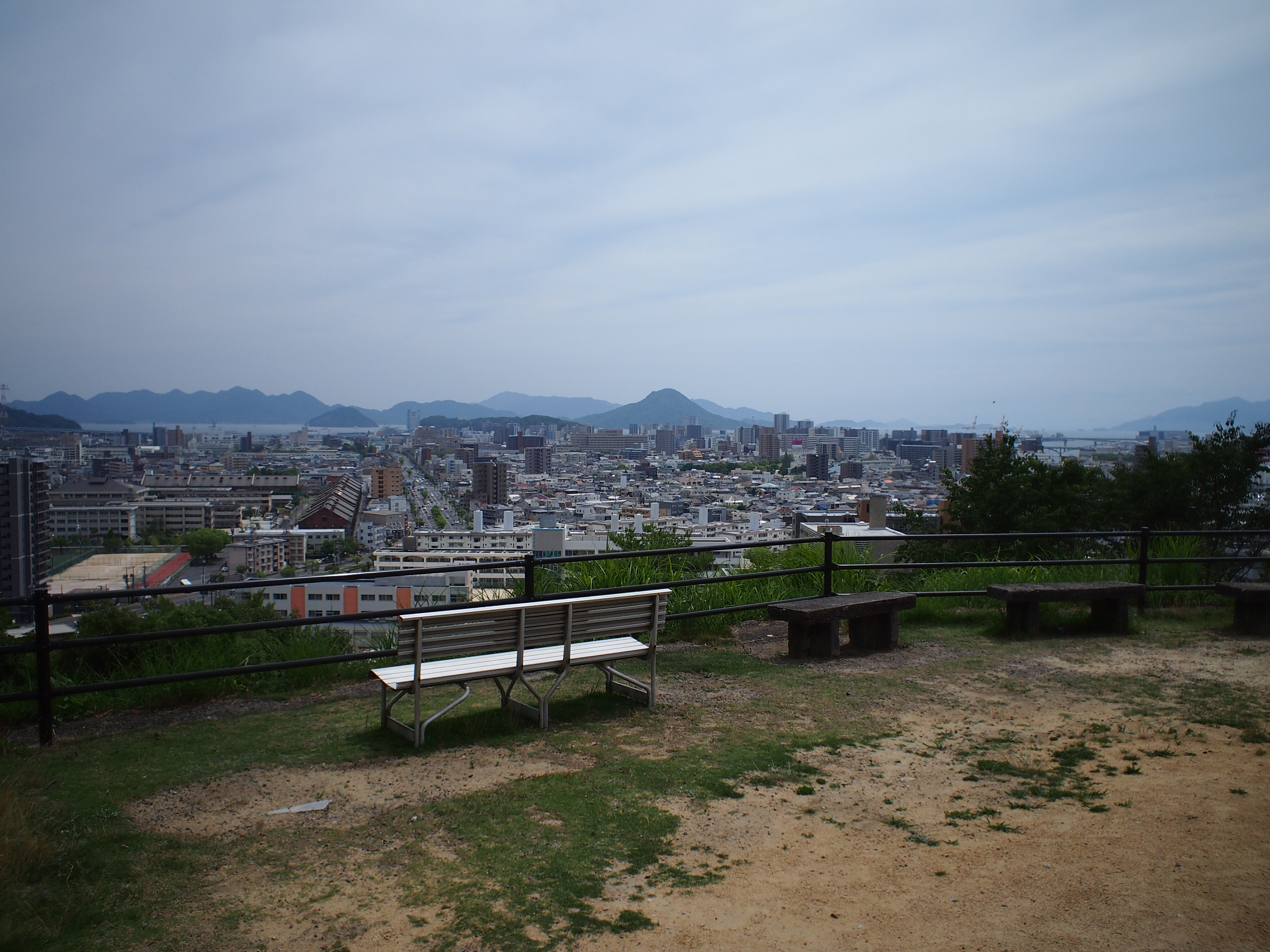
「日出の台」からの景色
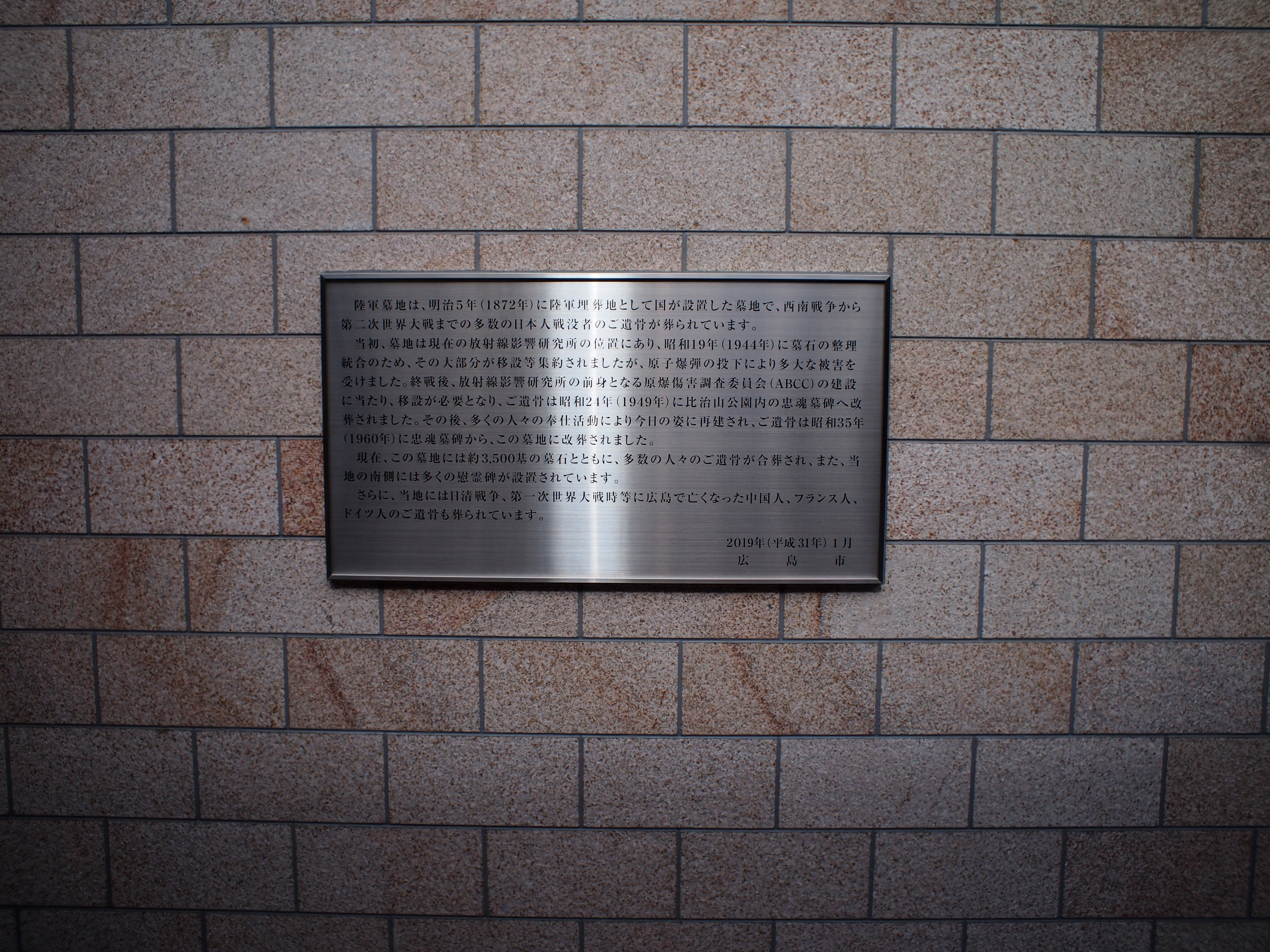
2019年の整備の時に設置された案内看板
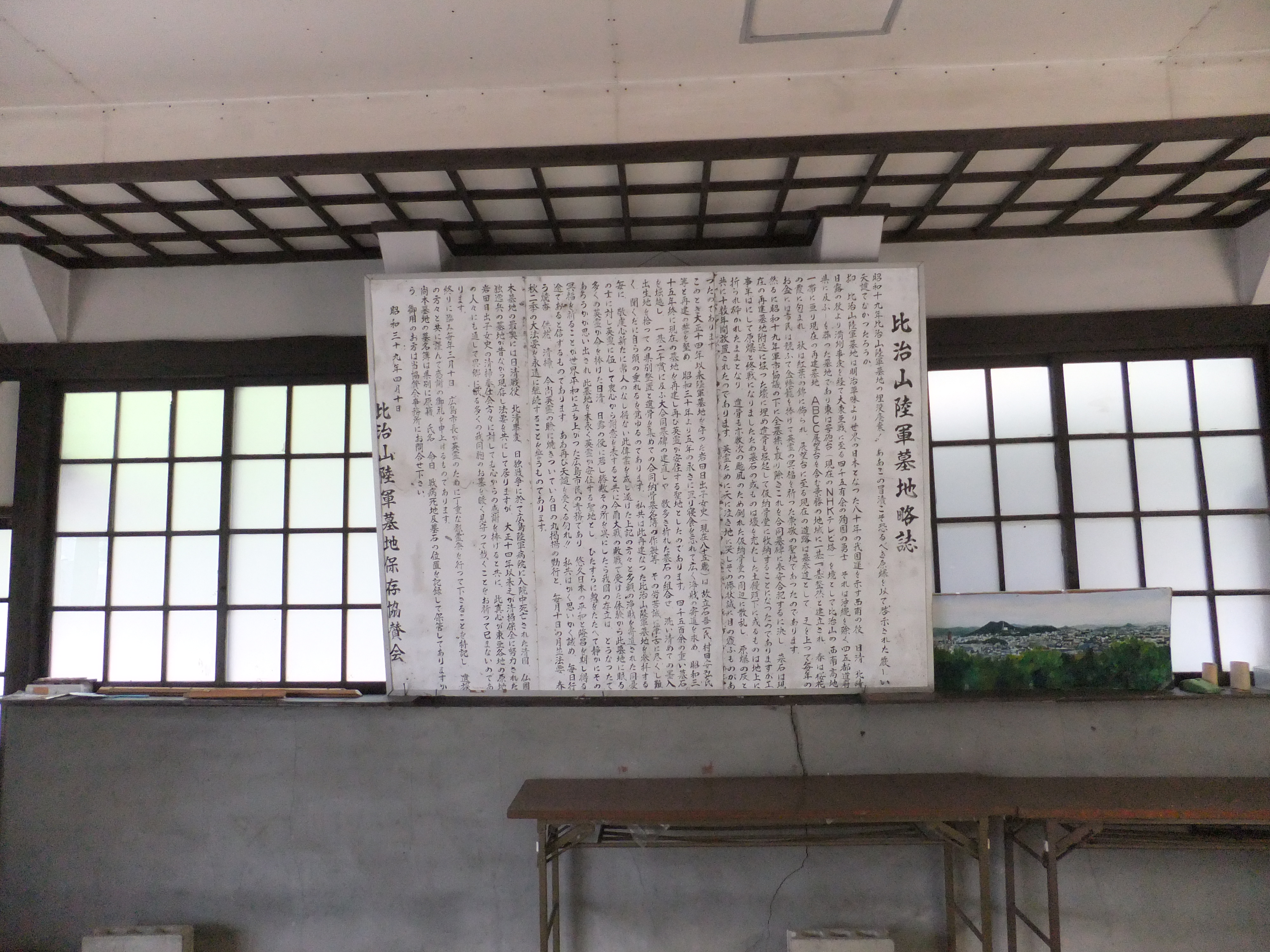
2019年の整備以前の案内看板
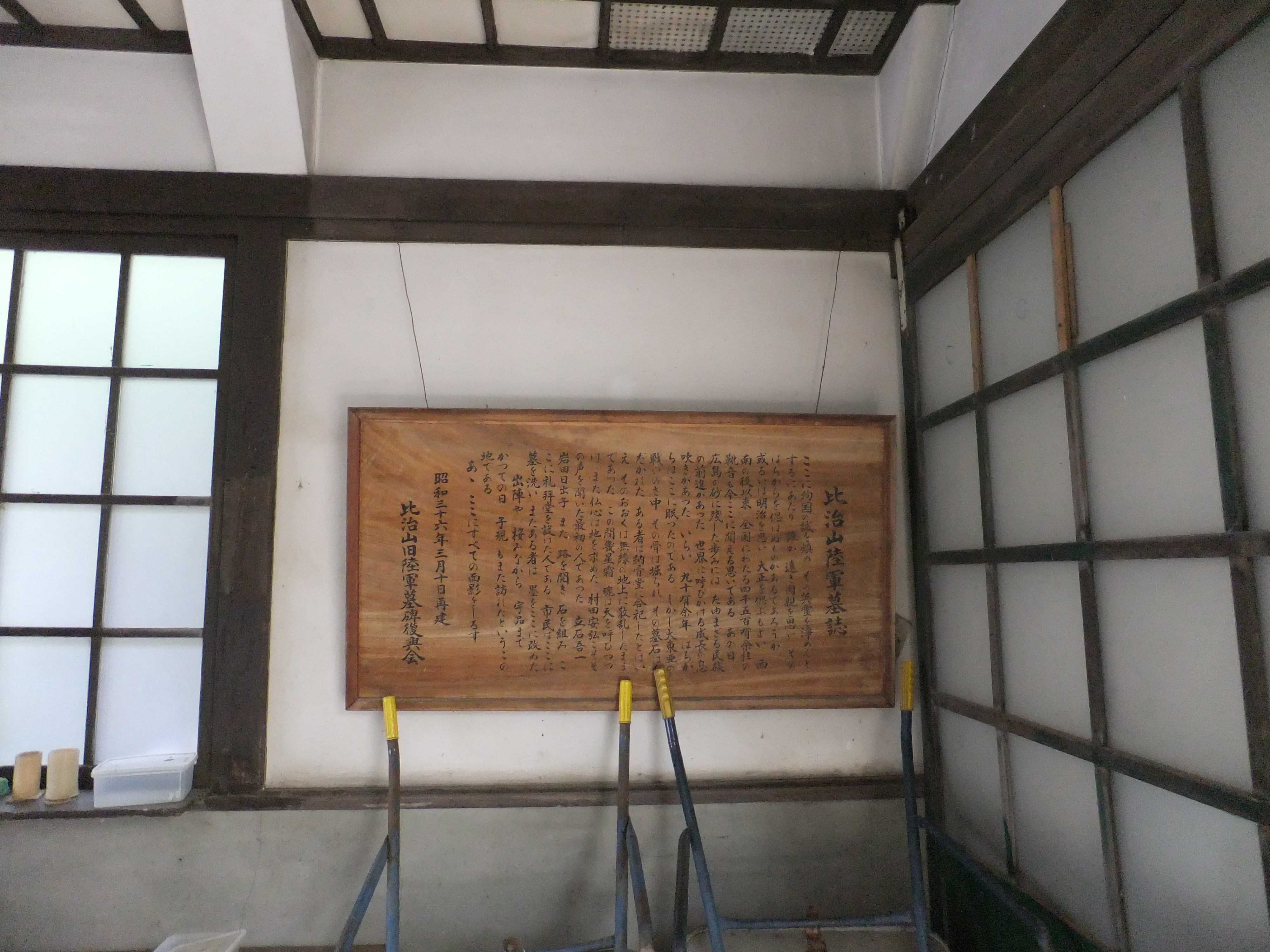
2019年の整備以前の案内看板

### 補足
1. ↑  1961年（昭和36年）に再建したとする記述もある[2]。
2. ↑  復興に尽力したI女史は、遺骨を土まんじゅうの形状にしていたと証言している[14]。
3. ↑  戦後進駐軍がABCC建設を強行した際に、その敷地内の遺骨を南側斜面に破棄したとする記述が『ドキュメンタリー原爆遺跡 ヒロシマの子の爆心地レポート』にある[4]。合わせて同書には、当時は連合国占領下で報道が禁じられ、敷地提供を強要したとする記述がある[4]。

## 参考資料
- 『ドキュメンタリー原爆遺跡 ヒロシマの子の爆心地レポート』（平和文化、1988年）ISBN 978-4938585259
- 『比治山をめぐる郷土誌』（段原公民館郷土誌クラブ、1985年）
- 『がんす横丁』（薄田太郎・たくみ出版、1973年）